# Сотир Гарелов
Сотир Христов Гарелов е български учител, свещеник и революционер от Вътрешната македоно-одринска революционна организация.

## Биография
Сотир Гарелов е роден през 1879 година във воденското село Нисия, тогава в Османската империя. 24 година работи като български учител и свещеник в различни места на Македония и Свободна България и 4 година в Америка.
Същевременно Гарелов членува във ВМОРО. През 1904 година е четник на Никола Иванов. От 1904 до 1907 година е четник на Лука Иванов.
На 21 ноември 1911 година е ръкоположен за свещеник и назначен за архиерейски наместник на Берската околия, обхващаща 9 български села. Служи там до започване на Балканската война в 1912 година. След влизането на гръцките войски в Бер, е изгонен в България. Постъпва в Македоно-одринското опълчение.
Участва в Първата световна война в I македонски полк на XI дивизия.
След края на войната служи като свещеник в Нови хан и Новоселци, Софийско. Изпратен е с тайна мисия в Гюмюрджина, където престоява няколко години. Връща се в България и Симеон Варненски го назначава за енорийски свещеник в Кестрич, където остава 4 години. След това се мести в Търновската епархия и 1 година е свещеник в Килифарево и след това 1 година в Дряново. Докато е в Дряново, Светият синод му предлага да замине за Америка и на 20 януари 1928 година заминава за Америка и 4 години е свещеник в Индианаполис. Връща се в България, за да настани единствената си дъщеря и на 1 август 1933 година отново заминава за Америка, но в пристанището на Пирея е арестуван от гръцките власти и 9 години е държан в различни манастирски затвори - 2 години на Лемнос, 3 години в „Свти Николай“ при Порто Лагос, 2 години в един гумендженски манастир. След 7 години по манастирските затвори, е осъден от Солунския съд на доживотен затвор и е заточен на Пелопонес. Там лежи в манастирските затвори „Света Богородица Фанеромени“ в Хилиомоди, „Свети Илия“ при Дервени, „Свети Николай“ при Агионори и „Свети Йоан“ в Мапсос, откъдето през май 1941 година е освободен от германските войски. Заминава за Атина, след което става енорийски свещеник в Горно Върбени и Пътеле, Леринско. В тези села отваря и български училища. В Пътеле отново е арестуван от гръцките власти, отведен в Лерин, където е обран и лежи 1 месец в затвора. От Лерин е изпратен в родното му Нисия, където е поставен под домашен арест. След два месеца бяга от Нисия в Солун и търси убежище в българския клуб. След месец заминава за София, където пристига на 12 май 1942 година.
Подава на 20 май 1942 година и на 7 март 1943 година, като жител на Сяр, молба за българска народна пенсия, която е одобрена и пенсията е отпусната от Министерския съвет на Царство България. На следващата 1944 година живее в Битоля.